# 999
Cette page concerne l'année 999  du calendrier julien. Pour l'année 999 av. J.-C., voir 999 av. J.-C. Pour le nombre 999, voir 999 (nombre).
Pour les articles homonymes, voir 999 (homonymie).
L'année 999 est une année commune qui commence un dimanche.

## Événements

### Asie
- Février : l'émir samanide Mansour II est déposé et aveuglé. Son frère Abd al-Malik II ne peut maintenir la dynastie qui disparait en 1005 malgré la tentative de restauration de Ismaïl II[1].
- 16 mai : le Ghaznévide Mahmoud, fils et successeur de Subuktigîn, défait le Samanide Abd al-Malik II près de Merv et annexe définitivement le Khorassan[1].
- 20 septembre : l'empereur byzantin Basile II est à Antioche menacé par les Fatimides[2].
- 23 octobre : le Qarakhanide Arslan Ilek Nasr, roi d’Uzgen, entre à Boukhara, capture le dernier des Samanides, et annexe la Transoxiane[1]. Les Qarakhanides s'imposent en Asie centrale.
- Octobre : Basile II s’empare de Césarée et de Homs[2].
- 6 - 17 décembre : Basile II échoue à prendre Tripoli et va passer l’hiver à Tarse[2].

- Affrontement féodaux dans la province d'Ise au Japon entre les gouverneurs Taira Korehira et Muneyori[3].

### Europe
- 7 février : début du règne de Boleslav III, duc de Bohême à la mort de Boleslav II (fin en 1002)[4]. Le duc Boleslas le Vaillant profite de l'anarchie en Bohême pour réunir la Moravie, la Silésie et Cracovie à la Pologne (999-1000)[5].
- 2 avril : début du pontificat de Sylvestre II, le philosophe  et mathématicien Gerbert d'Aurillac, précédemment archevêque de Reims puis de Ravenne (fin en 1003)[6].
- Avril : campagne d'Almanzor contre le Pallars, les terres de Mirón et le comté d'Aragon. La même année il attaque de nouveau Pampelune en représailles à l'attaque navarraise contre Calatayud en 997[7].
- Juin : Alphonse V le Noble (994-1027) devient roi de León et des Asturies sous la tutelle de sa mère à la mort de son père Bermude II (fin du règne en 1027)[8].
- 21 juin[9] : les Islandais réunis à l'Althing décident de se convertir au christianisme sous la pression du roi de Norvège Olaf Tryggvason (999 ou 1000)[10].
- 30 décembre : Brian Boru (Brian Borce) défait les Vikings à la bataille de Glenmama[11]. Après avoir unifié les forces irlandaises et conclu des alliances avec les Norvégiens de Wexford et de Waterford, Brian Borce (Bóruma, le Tribut) se tourne vers Dublin et le roi Sigtrýggr à la Barbe de soie se soumet à son autorité. Il brise les dernières résistances dans le Nord de l'Irlande et réussit à unifier l’île sous la suzeraineté du Munster après avoir détrôné l’ard-rí Moelsechlainn II en 1002.

- Première intervention de Normands en Italie : une quarantaine de pèlerins auraient sauvé la ville de Salerne des musulmans[12].
- Le pape reconnaît aux archevêques de Reims le privilège de sacrer les rois de France[13].
- Rodolphe III de Bourgogne donne le comté du Valais à l'évêque de Sion Hugues, acte daté de Cudrefin à l'origine de la Principauté épiscopale de Sion[14].
- Canonisation d'Adalbert de Prague grâce à l'action à Rome de son demi-frère Radzim Gaudenty[15].
- Éruption du Vésuve[16].

## Naissances en 999
- Bao Zheng, fonctionnaire (ou mandarin, combinant les fonctions d'administrateur et de juge) de la dynastie Song.
- Daini no Sanmi, poétesse japonaise du milieu de l'époque de Heian.
- Éon Ier de Penthièvre, comte de Penthièvre, régent de Bretagne.
- Fujiwara no Ishi, impératrice consort du Japon.
- Koshikibu no Naishi, poétesse et dame d'honneur japonaise du milieu de l'époque de Heian.

## Décès en 999
- 7 janvier : Fujiwara no Sanekata, poète et courtisan japonais du milieu de l'époque de Heian qui appartient au Fujiwara Hokke, une des quatre principales branches du clan Fujiwara.
- 23 février : Grégoire V, pape.
- 16 mars : Grégoire de Nicopolis, évêque arménien qui a vécu sept ans comme ermite à Bondaroy.
- Septembre :
  - Bermude II de León, roi du León, des Asturies et de Galice.
  - Jean II de Salerne, prince de Salerne.

- Boleslav II de Bohême, duc de Bohême de la dynastie des Přemyslides.
- Adélaïde de Bourgogne, ou Adélaïde du Saint-Empire, reine de Germanie puis impératrice du Saint-Empire.
- Maredudd ab Owain, roi de Gwynedd et de Deheubarth.
- Subh, ou Aurora, esclave d'origine vasconne, favorite du calife omeyyade Al-Hakam II.